# محمد باقر يونس
محمد باقر محمود يونس (من مواليد 7 يوليو 1984) هو لاعب كرة قدم لبناني يلعب في مركز ظهير أيمن لنادي النبي شيت.

## هوامش
1. ↑  The club was known as Bekaa between 2018 and 2020.

## روابط خارجية
- محمد باقر يونس على موقع ناشيونال فوتبول تيمز (الإنجليزية)
- محمد باقر يونس على موقع Soccerway.com (الإنجليزية)
- محمد باقر يونس على موقع GSA (الإنجليزية)